# کمال‌لی (ساعتلی)
کمال‌لی (به ترکی آذربایجانی: Kamallı) یک منطقه مسکونی در جمهوری آذربایجان است که در شهرستان ساعتلی واقع شده‌است. کمال لی ۱۱۰۷ نفر جمعیت دارد.